# Air Tungaru

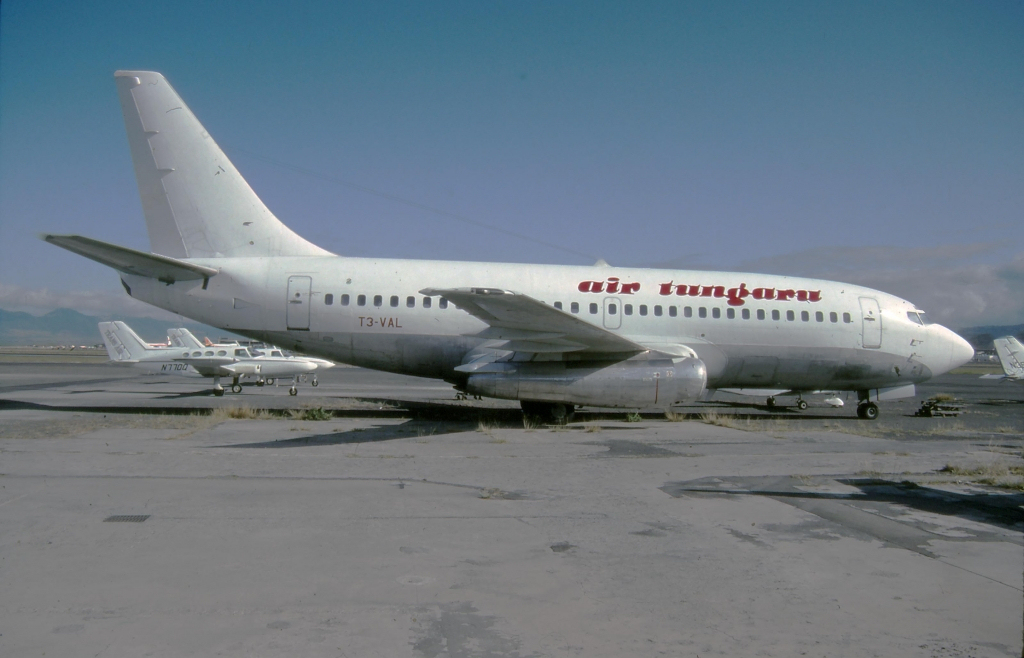
Boeing 737 d'Air Tungaru.

Air Tungaru est une ancienne compagnie aérienne nationale des Kiribati (alors îles Gilbert), fondée en 1977 du temps de la colonie britannique. Après avoir fait faillite en 1994, elle a été recréée sous le nom d'Air Kiribati.
Son code IATA était VK et son code OACI était TUN. Son siège était à Tarawa-Sud et son hub, l'aéroport de Bonriki.

## Historique
Elle desservait l'île Christmas à partir d'Honolulu avec un Boeing 727 tandis que la ligne entre Tarawa et Funafuti (actuelles Tuvalu) était effectuée avec un de Havilland Heron.